# علم الشبكات
علم الشبكات هو مجال أكاديمي يدرس الشبكات المعقدة مثل شبكات الاتصالات وشبكات الحاسوب والشبكات البيولوجية والشبكات المعرفية والدلالية والشبكات الاجتماعية، مع الأخذ في الاعتبار العناصر أو الجهات الفاعلة المتميزة التي تمثلها العقد والصلات بين العناصر أو الجهات الفاعلة كروابط. يعتمد المجال على النظريات والأساليب بما في ذلك نظرية البيان من الرياضيات، والميكانيكا الإحصائية من الفيزياء، وتنقيب البيانات وتصوير البيانات من علوم الحاسوب، والنمذجة الاستنتاجية من الإحصاء، والبنية الاجتماعية من علم الاجتماع. يُعرِّف المجلس القومي للبحوث بالولايات المتحدة علم الشبكات على أنه "دراسة التمثيلات الشبكية للظواهر الفيزيائية والبيولوجية والاجتماعية المؤدية إلى نماذج تنبئية لهذه الظواهر."

## تاريخياً
ظهرت دراسة الشبكات في تخصصات متنوعة كوسيلة لتحليل البيانات العلائقية المعقدة. أقدم ورقة بحثية معروفة في هذا المجال هي جسور كونيجسبيرج السبعة الشهيرة التي كتبها ليونارد أويلر في عام 1736. كان الوصف الرياضي الذي قدمه أويلر للقمم والحواف أساسًا لنظرية الرسم البياني، وهي فرع من الرياضيات يدرس خصائص العلاقات الزوجية في بنية الشبكة. استمر مجال نظرية الرسم البياني في التطور ووجدت لها تطبيقات في الكيمياء (سيلفستر، 1878).
كتب دينيس كونيغ، عالم رياضيات وأستاذ مجرّي، أول كتاب في نظرية الرسوم البيانية بعنوان "نظرية الرسوم البيانية المحدودة واللانهائية"، في عام 1936.